# Félix Valera
Félix José Valera Ibáñez (Valledupar, siglo XX) es un abogado y político colombiano. 
Hijo de Olaya Antonio Valera Tarifa y Nicolasa Ibáñez Mejía. Valera es graduado en Administración en Comercio Internacional con énfasis en finanzas y abogado de la Universidad Popular del Cesar, en ejercicio, con especialización en derecho administrativo público de la Universidad Nacional de Colombia y estudios en derecho penal y disciplinario, buena parte de su vida profesional la ha dedicado al sector de la salud. Valera es miembro del Partido Verde por el que resultó elegido Senador de la República de Colombia en las elecciones legislativas de Colombia de 2010 para el periodo 2010-2014.

## Carrera política
Entre los cargos públicos ocupados por Félix José Valera Ibáñez, se identifican:

### Senador de Colombia
En las elecciones legislativas de Colombia de 2010, Valera Ibáñez fue elegido senador de la república de Colombia por el Partido Verde.

## Iniciativas
El legado político de Félix José Valera Ibáñez se identifica por su participación en las siguientes iniciativas desde el congreso: